# マルティナ (東ローマ皇后)
マルティナ（Martina, 生年不明 - 641年以降）は、東ローマ帝国ヘラクレイオス王朝の初代皇帝ヘラクレイオス（在位：610年 - 641年）の2度目の后妃。ヘラクレイオスの妹マリアが、マルティヌスという人物ともうけた娘であり、したがってヘラクレイオス帝は姪と再婚したことになる。

## 生涯
ヘラクレイオス帝は613年に先妻エウドキアが崩御すると実姪のマルティナを娶ったが、この結婚はコンスタンティノポリスの市民からも教会からも祝福されなかった。皇族でさえ反対の声を上げ、ヘラクレイオスの兄弟（つまりマルティナのおじ）は、近親相姦にあたるとしてこの結婚を非難し続けた。コンスタンディヌーポリ総主教セルギオスはヘラクレイオスを説得して離縁させようとしていたが、ヘラクレイオスによってマルティナが共同統治者として宣告されると結婚を認め、手ずから儀式を執り行なってマルティナに戴冠した。
それでもヘラクレイオスとマルティナは仲睦まじく、夫婦仲は良かったようである。マルティナは、ヘラクレイオスがサーサーン朝ペルシャ帝国と交戦中にどんなに大変な戦場であっても随行した。636年8月に、ヤルムク川でアラブ軍に大敗を喫したときでさえ、夫のそばでその一報を受けた。ふたりは少なくとも10人の子をもうけたがそのうち少なくとも2人が障害者であったため、「近親婚への天罰」などと陰口を叩かれた。マルティナは自身が生んだ息子のヘラクロナスに帝位を嗣がせるべくヘラクレイオスの在世中から様々に策動し、638年7月4日にアウグストゥスの称号を取得させている。
ヘラクレイオス帝は641年、死の床において先妻の子コンスタンティノス3世とヘラクロナスに帝国を受け継がせ、共同皇帝として即位するよう遺言を遺した。マルティナも皇太后ならびにふたりの皇帝の母親として名誉にあずかる筈であったが、マルティナの親族もコンスタンティノスもつねに手厳しく、このためコンスタンティノスが4ヵ月後に急逝すると（結核ともいわれるが詳細は不明）、マルティナが皇帝に毒を盛ってわが子を単独支配者にしようとしたという疑念が広まった。
マルティナはコンスタンティノスの死んだ直後に彼の主立った支持者を追放したり、顧問のひとりであるピュロス総主教の支持を得てキリスト教単意論を復活させたりしていた。この軽率な行動とコンスタンティノス暗殺の噂が結びつき、コンスタンティノポリス市民と元老院はヘラクロナスに退位を迫り、暴動が起こった。アルメニア人アルサキドゥス（ヴァレンティン・アルシャクニ）が小アジアから軍団を引き連れカルケドンに向かって行進すると、動揺したヘラクロナスはコンスタンティノスの遺児ヘラクレイオス・コンスタンティノスを共同統治者に指名する。
しかし市民の不満を収めることに失敗し、ヘラクロナスは退位し、母子は権力の座から追い落とされることになった。ヘラクロナスは鼻を削がれ、マルティナは舌を切り落とされてロドス島に流刑された。帝位はヘラクレイオス・コンスタンティノスが「コンスタンス2世」として単独で即位することとなった。
その後のマルティナの消息は不明である。